# Premi Panofsky
El Premi Panofsky en física de partícules experimental és un premi anual de 10,000$ atorgat per a reconèixer i encoratjar fites excepcionals en experiments de física de partícules, i és obert a científics de qualsevol estat. Va ser establert el 1985 per amics de Wolfgang K. H. Panofsky, professor emèrit de la Universitat Stanford. i per la Divisió de Partícules i Camps de la Societat de Física americana.

## Guardonats
Font: Societat Física americana
- 2020: Wesley Smith
- 2019: Sheldon Leslie Stone
- 2018: Lawrence Sulak
- 2017: Tejinder Virdee, Michel Della Negra, Peter Jenni
- 2016: David Hitlin, Fumihiko Takasaki, Jonathan Dorfan, Stephen L. Olsen
- 2015: Stanley Wojcicki
- 2014: Kam-Biu Luk, Wang Yifang
- 2013: Blas Cabrera Navarro, Bernard Sadoulet
- 2012: William B. Atwood
- 2011: Doug Bryman, Laurence Littenberg, A. J. Stewart Smith
- 2010: Eugene Beier
- 2009: Aldo Menzione, Luciano Ristori
- 2008: George Cassiday, Pierre Sokolsky
- 2007:	Bruce Winstein, Heinrich Wahl, Italo Mannelli
- 2006:	John Jaros, Nigel Lockyer, William T. Ford
- 2005:	Piermaria J. Oddone
- 2004:	Arie Bodek
- 2003:	William J. Willis
- 2002:	Masatoshi Koshiba, Takaaki Kajita, Yoji Totsuka
- 2001:	Paul Grannis
- 2000:	Martin Breidenbach
- 1999:	Edward H. Thorndike
- 1998:	David Robert Nygren
- 1997:	Henning Schröder, Yury Mikhailovich Zaitsev
- 1996:	Gail G. Hanson, Roy Frederick Schwitters
- 1995:	Frank J. Sciulli
- 1994:	Thomas J. Devlin, Lee G. Pondrom
- 1993:	Robert Brian Palmer, Nicholas P. Samios, Ralph P. Shutt
- 1992:	Raymond Davis, Jr. and Frederick Reines
- 1991:	Gerson Goldhaber[1] and Francois Pierre
- 1990:	Michael S. Witherell
- 1989:	Henry W. Kendall, Richard E. Taylor, Jerome I. Friedman
- 1988:	Charles Y. Prescott